# Cristalleries Planell
Les Cristalleries Planell eren una antiga fàbrica al carrer d'Anglesola del barri de les Corts de Barcelona, les restes de la qual estan catalogades com a bé amb elements d'interès (categoria C).

## Història
Va ser construïda el 1913 per l'arquitecte Josep Graner i Prat per encàrrec de Leopold Planell i Porqueras (1885-1953) i va començar fabricant productes de vidre artístic, especialment llums de vidre, esssent una de les fàbriques més importants d'Europa i que exportava a Amèrica. També va crear un sistema d'embalatge reutilitzable fet amb vidre, que van anomenar Durax-Planell. Hi treballaven nens a partir de nou anys i amb duríssimes condicions, que van iniciar la coneguda com a «vaga de nens» l'any 1925, durant la dictadura de Primo de Rivera, i que es va estendre per tota la província de Barcelona. Francesc Pedra va ser-ne un dels principals atiadors, amb onze anys, i als quinze va esdevenir delegat de la CNT al sector del vidre.
Les vagues a la fàbrica es van estendre durant deu anys, fins que durant la Guerra Civil va ser col·lectivitzada. El franquisme va retornar la fàbrica a Leopold Planell, que el 1942 va ser nomenat pel règim cap del Sindicat Provincial del vidre. El mateix any, les Cristalleries Planell foren guardonades amb el títol d'«empresa exemplar». L'any 1957, pocs anys després de la mort de Leopold Planell, la fàbrica va tancar.
El solar era afectat al PGM per la perllongació del carrer d'Europa, les obres d'urbanització de la qual es van iniciar el 2010, donant lloc a un nou carrer, batejat en honor a l'activista sindical Francesc Pedra Argüelles (1914-2000). La superfície destinada a equipaments va quedar reduïda a una parcel·la triangular d'uns 500 m², on el 2014 es va iniciar la construcció d'un nou edifici (enllestit el 2016), obra de l'estudi Harquitectes, tot conservant les restes de la façana i alguns elements arquitectònics catalogats.

## Descripció
Es tracta d'un edifici fabril parcialment enderrocat per l'obertura del carrer d'Europa. De dues plantes d'alçada, estava formada per parets de càrrega i estructura de ferro colat essent la façana de fàbrica d'obra. A la part oest de l'illa, hi havia el mòdul original amb el túnel d'accés a l'interior on hi hauria hagut una botiga i les dependències administratives (desaparegudes parcialment). Cap a ponent quedaven els mòduls que deurien haver estat els tallers i que es varen construir posteriorment com a ampliació de la producció.
En la façana principal, la del carrer d'Anglesola, és on s'ubicava el mòdul principal i d'accés a la fàbrica. Disposa d'un portal amb reixa d'entrada que comunicava amb el túnel distribuïdor. En la planta superior d'aquest mòdul hi havia una tribuna de planta ovalada en voladís de dimensions considerables amb predomini de grans finestrals per a suportar vitralls, que van desaparèixer. Aquesta tribuna té un coronament que s'aixeca fins a l'alçada de l'ampit de coberta. La resta d'aquesta façana presenta un ordre clàssic a doble alçada d'arcs, en relleu i superposat al pla de façana. Aquest ritme formal està subdividit, així mateix, en un ordre més petit dins dels quals hi deuria haver uns grans finestrals a tota l'amplada que després es van tapiar. A la planta baixa, dins d'aquest ordre sobredimensionat apareixen unes finestres ovalades també tapiades.
L'altra façana que quedava en peu és la que dona al carrer del Doctor Ibáñez i repetia l'ordre a doble alçada, amb la diferència que les obertures petites a la planta baixa eren rectangulars i no encaixaven amb el ritme imposat per l'ordre clàssic que articula les façanes. Aquest fet fa suposar que van ser obertes per raons funcionals de la fàbrica.
Els diferents espais de l'interior estaven en un estat de ruïna avançat que feia difícil definir-ne els diferents elements.
En la coberta s'evidenciava un terrat pla que incorporava una sèrie de claraboies que permetien l'entrada de llum als espais de treball. El terrat quedava delimitat per una barana correguda i sòlida que recolzava la cornisa perimetral d'obra amb motllurat clàssic i permòdols.
Com a element arquitectònic cal destacar els que pertanyien al mòdul originari de la fàbrica; la tribuna pel seu volum volat i la seva lleugeresa en la zona dels finestrals. El portal d'accés contenia una reixa de ferro forjat, sòlida amb una part calada a sobre amb formes vegetals treballades en detall. Entre el portal i la tribuna s'ha conservat el rètol de l'empresa fet amb trencadís de ceràmica amb lletres que s'adapten a les formes de la llinda. Aquestes ceràmiques (conservades perfectament) connecten amb les de sota tribuna de motius florals (parcialment desaparegudes). Tots aquests elements són de clara estètica modernista mentre que els mòduls de producció de la fàbrica, que van ser construïts posteriorment, mostraven una estètica classicista per la presència d'ordres clàssics i el tipus de decoracions que incloïen permòdols tríglifs.
La part original de l'edifici pertany al corrent arquitectònic modernista pel tipus d'estil de les decoracions i els materials. La part de l'ampliació de 1942 també incorporava una estructura lleugera i de llums considerables, essent l'estil de les seves façanes neoclàssic.

## Influència a la cultura
El poeta J.V. Foix menciona la cristalleria al seu poema en prosa «Vós, sou el vostre pare?» publicat al llibre Tocant a mà: «Quan passàvem, errants, davant la fàbrica de vidre, vaig voler resistir. Gaudeixo, ja d'infant, allà on el foc guspira, i els vidriers, que veig agegantats, m'obren paratges nous, i m'hi complac.»

## Galeria

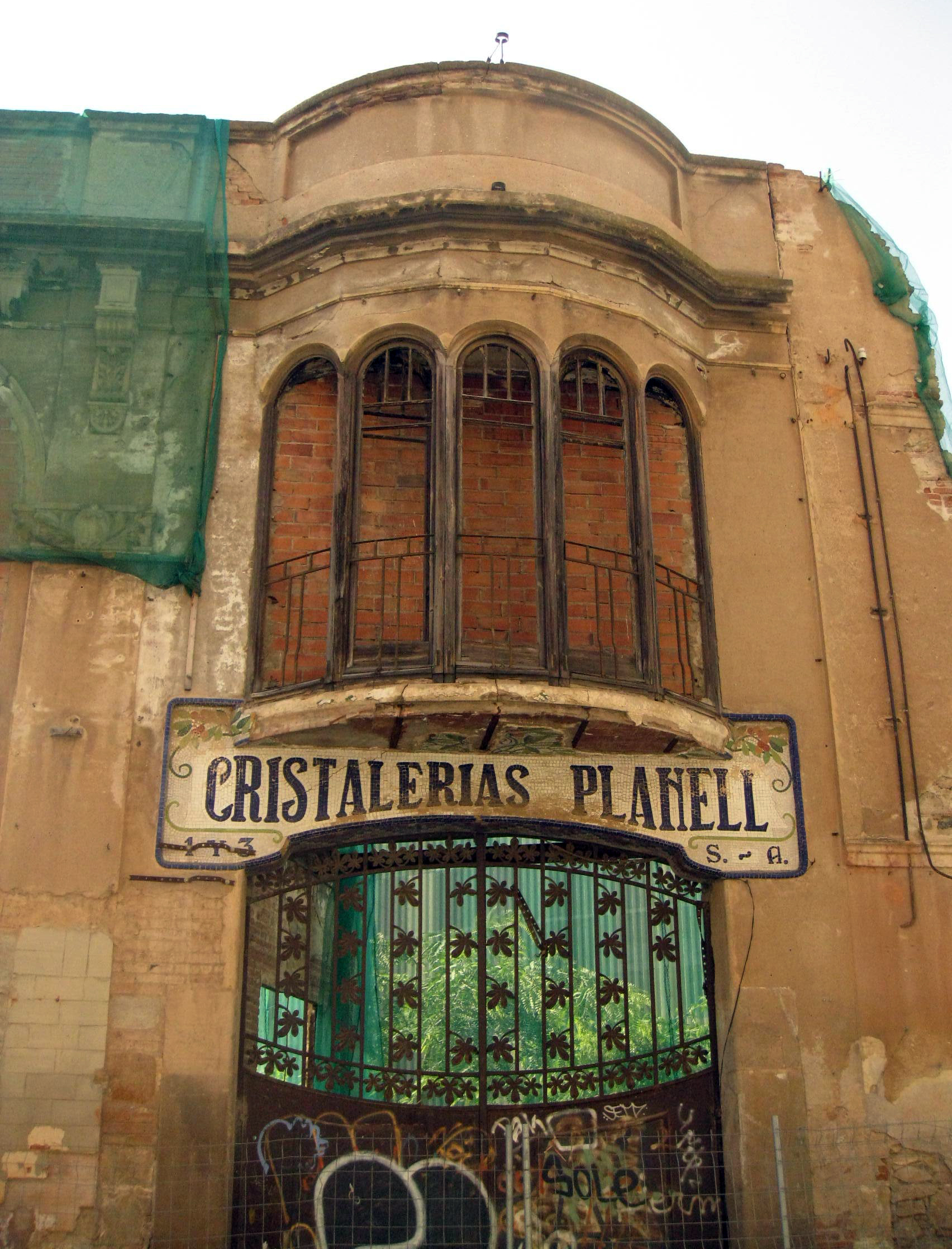
Entrada a la fàbrica i rètol de trencadís, abans de la restauració
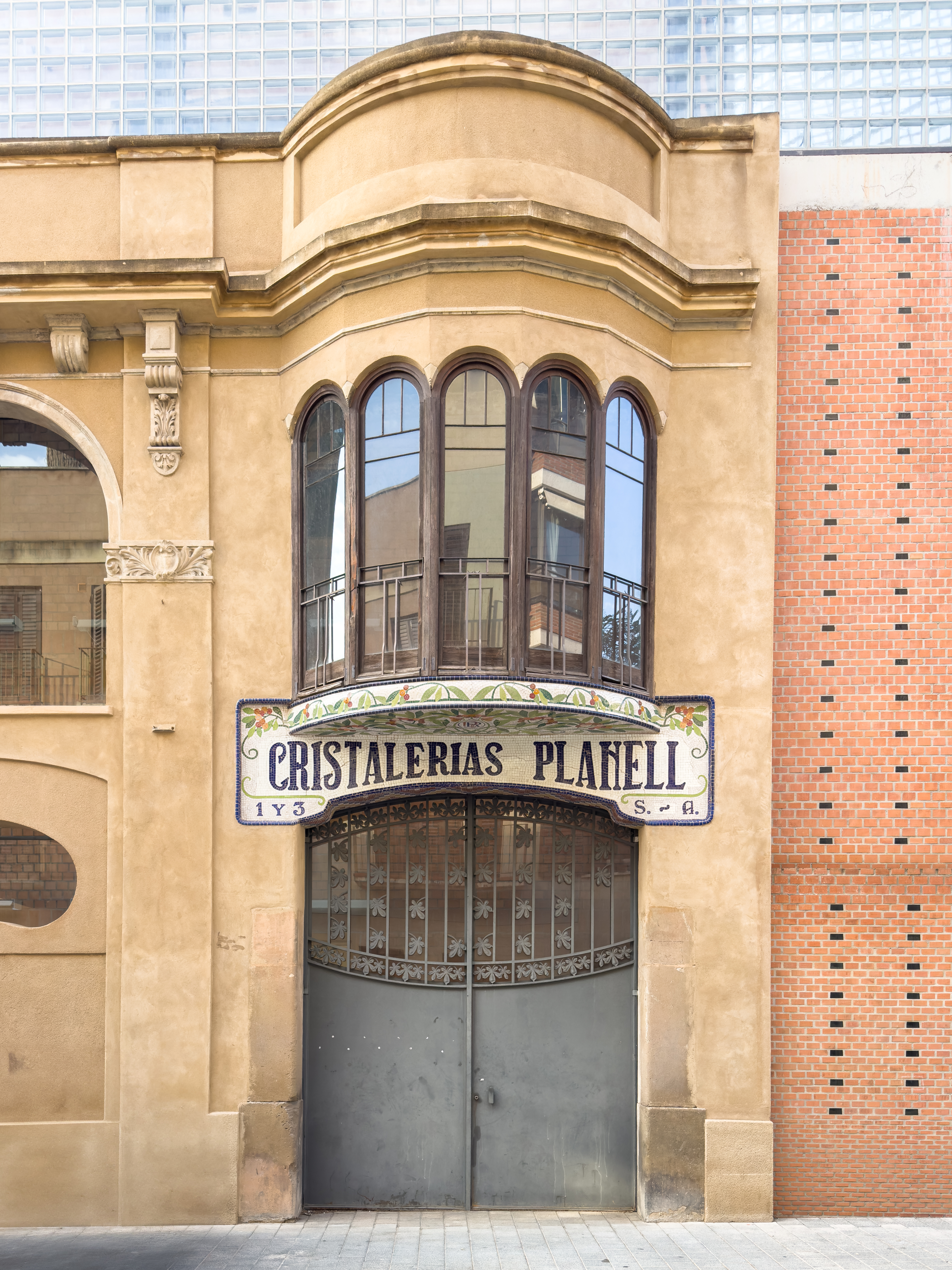
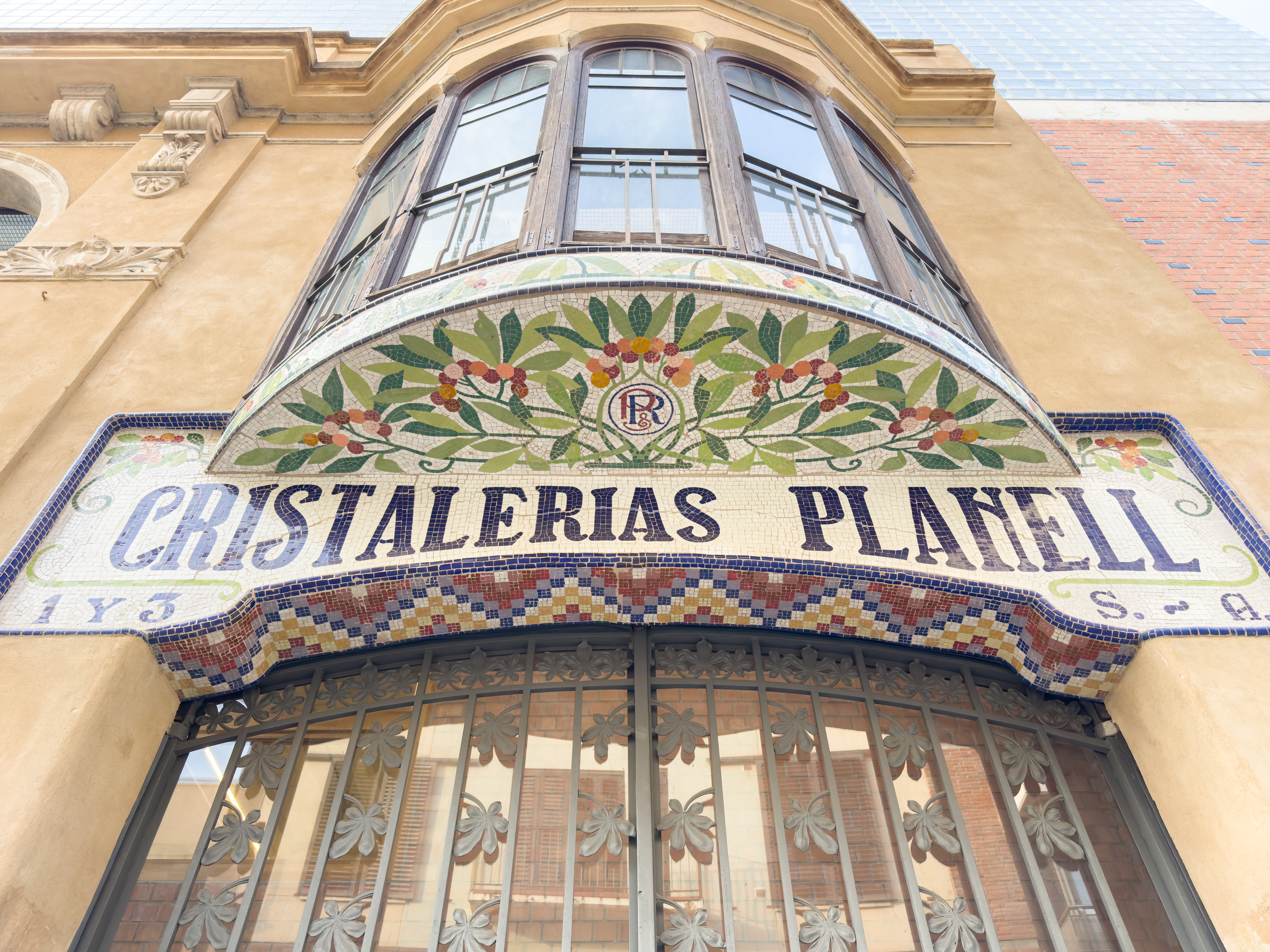
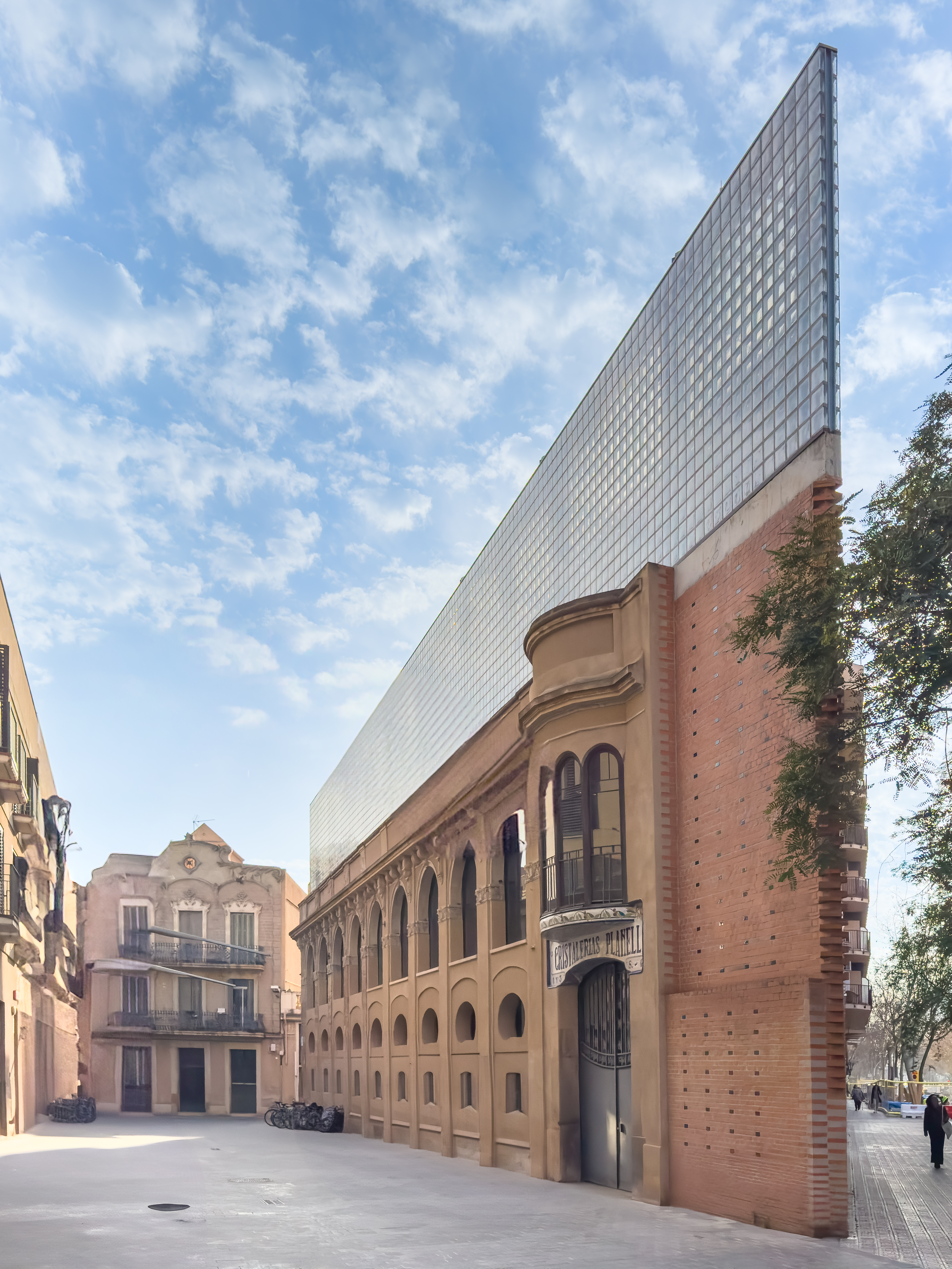